# Noordenveld
Noordenveld este o comună în provincia Drenthe, Țările de Jos. 

## Localități componente
Altena, Alteveer, Amerika, Boerelaan, De Horst, De Pol, Een, Een-West, Foxwolde, Huis ter Heide, Langelo, Leutingewolde, Lieveren, Matsloot, Nietap, Nieuw-Roden, Norg, Norgervaart, Peest, Peize, Peizermade, Peizerwold, Roden, Roderesch, Roderwolde, Sandebuur, Steenbergen, Terheijl, Veenhuizen, Westervelde, Zuidvelde.